# 柳葉敏郎
柳葉 敏郎（やなぎば としろう、1961年1月3日 - ）は、日本の俳優、歌手。愛称は、ギバちゃん。秋田県仙北郡西仙北町（現・大仙市）出身。融合事務所所属。

## 略歴
映画館の看板絵師をしていた父と、小学校の教員だった母の間に長男として生まれる。母によると、父が稼ぎを全く渡さなかったため両親は離婚し、敏郎は母に引き取られて仙北郡刈和野町（現在の大仙市）にある母の実家に移ったという。母は自身の母と弟夫婦に敏郎の養育を託し、生活費を稼ぐために仕事に勤しむ生活を送った。一方、別居して一人暮らしになった父は38歳の時に脳溢血で急逝。父には敏郎の実母と結婚する前に2年ほどで経済的な理由によって別れざるを得なかった前妻がおり、その間には敏郎の姉に当たる娘がいたことが後になって判明する。
その後、母の再婚により継父の姓である柳葉姓となる。秋田県立角館高等学校に入学するため、角館町（現在の仙北市）で下宿を始める。卒業後、大学受験に失敗し浪人中の18歳の頃に日本テレビのオーディション番組『スター誕生!』へ応募し、1979年9月23日放送のテレビ予選に出場。しかし、合格ラインである300点に達せず（173点）、挑戦者全員（本人を含めて5人）が落選だったため、司会者の萩本欽一から「バンザイ、無しよ!」の洗礼を受けた放送。
これをきっかけに上京し、劇団ひまわりに入団。柳葉の発言によると上京の夢はあったが、芸能人になろうとは思っていなかったとのこと。しかし、高校の同級生に柳葉のライバルがおり、その同級生が上京したため、勝負するには同じ東京で一旗あげなければならないと考え芸能界入りした模様。その後、渋谷のディスコ仲間達でNHK前の路上で寸劇をしていた「劇男零心会」に加わる。その後、「劇男一世風靡」を結成。劇男一世風靡のメンバーの中から結成された「一世風靡セピア」のメンバーとして歌手デビューし、当時の若者の代表格的存在となる。
1983年9月に放送開始したバラエティ番組『欽ドン!良い子悪い子普通の子おまけの子』に「良川先生」としてレギュラー出演。この際、萩本欽一がオーディション終了後「オーディション終わって何の予定もない寂しい奴にいいことあったっていいじゃない。だから一番早く帰宅した人を採用する」と決め、関係者にオーディション参加者の家に電話を掛けさせたところ、最初につながったのが柳葉だったというエピソードがある。
しかし、長年語られてきたこのエピソードは間違いであることが『週刊アサヒ芸能』での萩本の連載により判明した。萩本はよくオーディションの後に「誰かを呼び戻せ」と言うことが多かったため、それを危惧したスタッフがオーディション参加者の中から5名をスタジオ内に待機させていた。しかし、スタッフの予想に反し萩本が「1時間後に家に電話して、一番早く出た奴を採用する」と言い出したため、スタッフが待機者5名の中から柳葉を選び、「電話をかけて最初に出たのが柳葉」ということにしたという。
これはスタッフと柳葉の間での秘密で、萩本も真相を知らなかった。しかし、この事に長年違和感を感じていた萩本が30年経って当時のディレクターに質問したところ、「もう時効なので話します」と打ち明けてくれたという。
萩本は「真相は違っても、スタッフの中から選ばれたのは彼の持っている運だ」と感じたとともに、「柳葉は最後までずっとスタッフとの約束を守り、僕に真相を言わなかった。本当に男らしい」と語っている。
1988年以降は多くのトレンディドラマに出演。その後、1997年から放送された『踊る大捜査線』シリーズの室井慎次役は一番の当たり役となり、2005年に主演を務めた派生映画『容疑者 室井慎次』はヒット作となった。
1997年に妻と結婚。娘と息子がいる。独身の頃から子供は教育環境の良い田舎で育てる考えを抱いており、2006年に娘が小学校入学前に、故郷である秋田（旧仙北郡西仙北町刈和野）に移住した。現在は仕事のたびに秋田から東京や大阪といった現場に出かけているが、都内にもマンションを持っており、いわば二拠点生活を送っている。

## 人物
一世風靡セピア時代
一世風靡のメンバーだった頃の愛称はジョニー。また『ハッピーバースデー!』で共に司会を務めた、友人で先輩である陣内孝則が「陣内ボス」と呼ばれることに対して、柳葉は「柳葉リーダー」と呼ばれていた。
劇団ひまわりに在籍していた時から、ジョニーと呼ばれている。
外見
髪型は基本的に短髪。デビュー当時からほとんど変わらない髪形を維持している。スタイル的にはドラマ出演のために前髪をオールバック（室井慎次）にしたり、下ろしたりしている。
髭がなかなか生えない。そのため『容疑者 室井慎次』ではプロピアを使用した。

性格
基本的に明るくほがらかな性格で、子供っぽいともいえるほどのはしゃぎぶりを発揮することもある。

俳優業
テレビドラマに多く出演し、トレンディドラマからシリアスものまで幅広くこなす。室井の役柄は演じた柳葉の本来の姿と180度違うキャラクターであり、本人もかなりきつかったと言っている。
人気の範囲はかつてはお茶の間層・主婦層に限定されていたが、俳優としての実力が認知され始めるにつれて青年層・邦画ファンに人気が出始める。その後、トレンディドラマに出演するようになってからは20代女性層の認知も多くなり、20代 - 60代と広範囲に受け入れられるようになる。また、『踊る大捜査線』でのブレイクにより今まで柳葉を知らなかった子供層からの認知も上がっている。
『踊る大捜査線』でのイメージを買われて、警視庁東京湾岸警察署の一日警察署長を務めた（2013年）。

趣味・特技
出身地が秋田である関係からスキーが特技である。ファンクラブ主催の柳葉敏郎参加イベントでは柳葉がファンにスキー指導する企画もあった。腹筋と腕立て伏せは連続で100回行えるほど筋力がある。
プロ野球では読売ジャイアンツファンである。また、中日ドラゴンズの荒木雅博、山井大介、森野将彦、福岡ソフトバンクホークスのコーチ清水将海とも親交がある。
地元に本拠地を置く社会人野球のクラブチームの大曲ベースボールクラブのアドバイザーをしているほか、自身も刈和野新和会の選手として、全県500歳野球大会への出場経験がある。
1996年のF1ワールドチャンピオンであるデイモン・ヒルのファンである。
馬主としても活動しており、これまでにユウサンポリッシュ（スーパーホーネットの母）などを所有している。

交友関係
『すてきな片想い』で共演した中山美穂と、『君の瞳をタイホする!』で共演していた浅野ゆう子の誕生日にも100本のバラを送った。『心はロンリー気持ちは「…」IV』『男女7人秋物語』で共演した明石家さんまとも仲がよい。
一世風靡メンバー武野功雄の結婚式に出席したときは、三沢光晴が下品な内容の祝辞を延々と述べたり、天龍源一郎が武野の父親の頭を振りまわすなどしたことに激怒し、にらみ合いとなった。

## 出演

### テレビドラマ
- ひまわり戦争（1980年7月7日 - 8月29日、フジテレビ『ライオン奥様劇場』）
- ただいま放課後 第2シリーズ（1980年、フジテレビ）
- 3年B組金八先生 第2シリーズ（1980年 - 1981年、TBS） - 浜島康之 役
- 連続テレビ小説（NHK総合）
  - まんさくの花（1981年4月6日 - 10月3日）
  - 都の風（1986年10月6日 - 1987年4月4日） - 沢木智太郎 役
  - ブギウギ（2023年10月2日 - 3月7日） - 花田梅吉 役[7][8]
- ぼくらの時代（1981年6月9日 - 9月22日、TBS） - 宣司 役
- 茜さんのお弁当（1981年10月21日 - 12月30日、TBS）
- のぶ子マイウェイ（1985年、フジテレビ）
- 妹（1986年2月22日 - 3月15日、NHK総合『ドラマ人間模様』） - 荒城洋市 役
- このままじゃ、ボクの将来知れたもの（1986年4月9日 - 7月2日、日本テレビ）
- 雨の降る駅（1986年6月6日、TBS）
- 木曜ドラマストリート「花嫁の賭け」（1986年7月17日、フジテレビ） - 加藤卓也 役[9]
- 陽のあたる坂道（1986年8月7日、フジテレビ『木曜ドラマストリート』） - 田代信次 役
- 心はロンリー気持ちは「…」IV（1986年9月25日、フジテレビ『木曜ドラマストリート』）
- 戻って来ていい? -敷居ぎわ-より（1986年10月19日、TBS『東芝日曜劇場』）
- うちの子にかぎって…スペシャルII（1987年4月1日、TBS） - 12年後の羽田功 役
- 敵同志好き同志（1987年4月8日 - 6月24日、日本テレビ） - 浅井哲生 役
- 男女7人秋物語（1987年10月9日 - 12月18日、TBS）- 横山健 役
- 君の瞳をタイホする!（1988年1月4日 - 3月21日、フジテレビ） - 土門隆 役
- 抱きしめたい! 第10話（1988年9月8日、フジテレビ『ナショナル木曜劇場』） - 小柳 役
- ニューヨーク恋物語（1988年10月13日 - 12月22日、フジテレビ『木曜劇場』） - 小池一徹 役
- 八十日目だなも（1988年1月25日 - 2月19日、NHK総合『銀河テレビ小説』）- 原田明男 役
- キツイ奴ら（1989年1月4日 - 3月15日、TBS）- 川西貴一朗 役
  - キツイ奴ら スペシャル 栄光は君に輝く（1990年7月16日『月曜ドラマスペシャル』）
- スペシャルドラマ　For You「スペアのない恋がしたい…」（1989年3月21日、日本テレビ） - 主演
- ハートに火をつけて!（1989年4月13日 - 6月29日、フジテレビ、木曜劇場） - 島田祐二 役
- 愛しあってるかい!（1989年10月16日 - 12月18日、フジテレビ） - 甲斐拓実 役
  - 愛しあってるかい!スペシャル（1990年4月4日）
- さよなら李香蘭（1989年12月21日・22日、フジテレビ） - 田丸陸軍一等兵 役
- 東京ストーリーズ 第11回「プラチナ・ストーリー Platinum Story」（1990年1月11日、フジテレビ） - 主演
- 誘惑の川（1990年2月12日、TBS『月曜ドラマスペシャル』）
- ホットドッグ（1990年4月19日 - 6月28日、TBS） - 主演・相京信 役
  - テキ屋の信ちゃんシリーズ（1991年 - 1995年、TBS『月曜ドラマスペシャル』）
    - テキ屋の信ちゃん1「初恋純情編」（1991年9月23日）
    - テキ屋の信ちゃん2「花嫁の父 哀愁編」（1992年10月26日）
    - テキ屋の信ちゃん3「おふくろ慕情編」（1993年9月27日）
    - テキ屋の信ちゃん4「青春旅立ち編」（1994年9月26日）
    - テキ屋の信ちゃん5「青春完結編」（1995年10月2日）
- キスの温度〜いちばん近い他人〜（1990年5月9日、日本テレビ） - 主演
- すてきな片想い（1990年10月15日 - 12月17日、フジテレビ） - 野茂俊平 役
- 熱血業界宣言（1990年11月30日、フジテレビ『男と女のミステリー』）
- 大河ドラマ（NHK総合） 
  - 太平記（1991年1月6日 - 12月8日） - 猿（ましら）の石（花夜叉一座の一員） 役
  - 北条時宗（2001年1月7日 - 12月9日） - 安達泰盛 役
- 世にも奇妙な物語（フジテレビ）
  - 91'春の特別編「夢を買う男」（1991年4月4日） - 主演・渡辺哲司 役
  - 92'春の特別編「シャドウ・ボクサー」（1992年4月9日） - 主演・森安竜夫 役
  - 94'七夕の特別編「時の女神」（1994年7月7日） - 主演・沢田修平 役
  - 00'春の特別編「奇数」（2000年3月27日）- 主演・中田徹 役
  - 02'春の特別編「おかしなまち」（2002年）- 主演・井上 役
- 次男次女ひとりっ子物語（1991年10月17日 - 12月26日、TBS） - 小早川啓介 役
- 親愛なる者へ（1992年7月2日 - 9月17日 フジテレビ『木曜劇場』【W主演：浅野ゆう子】） - 主演・島谷望 役
- 大人は判ってくれない 第1回「運のない男」（1992年、フジテレビ） - 主演
- 水清例の長良川、愛されて（1992年10月8日、名古屋テレビ）- 栄治 役
- 天下を獲った男 豊臣秀吉（1993年1月1日、TBS）- 主演・豊臣秀吉 役
- 極道落ちこぼれシリーズ（1993年 - 1994年、TBS、【W主演：明石家さんま】）- 主演・大川徹 役
  - 極道落ちこぼれ1 カタギになりたい!（1993年4月2日）
  - 極道落ちこぼれ2 駆けおちしました!? 痛快コンビが帰って来た!今夜は泣いてもらいます!（1994年4月8日）
- 日曜はダメよ（1993年4月17日 - 6月26日、日本テレビ『土曜グランド劇場』） - 神崎晃 役
- 怪談 KWAIDAN II 「ろくろ首」（1993年8月20日、フジテレビ）- 主演・旅の僧・回竜 役
- 憎しみに微笑んで（1993年10月12日 - 12月21日、TBS） - 主演・牧野敦 役
- 彼と彼女の事情（1994年4月14日 - 7月7日、テレビ朝日）- 鶴田登 役
- 29歳のクリスマス（1994年10月20日 - 12月22日、フジテレビ『木曜劇場』） - 新谷賢 役
- 私は貝になりたい（1994年10月31日、TBS） - 同房の死刑囚 役
- 沙粧妙子-最後の事件-（1995年7月12日 - 9月20日、フジテレビ） - 松岡優起夫 役
- ナチュラル 愛のゆくえ（1996年10月14日 - 12月16日、読売テレビ） - 弓削勝哉 役
- 踊る大捜査線シリーズ（1997年 - 2012年、フジテレビ） - 室井慎次 役
  - 踊る大捜査線（1997年1月7日 - 3月18日）
  - 踊る大捜査線 歳末特別警戒スペシャル（1997年12月30日）
  - 湾岸署婦警物語 初夏の交通安全スペシャル（1998年6月19日）
  - 踊る大捜査線 秋の犯罪撲滅スペシャル（1998年10月6日）
  - 踊る大捜査線 THE LAST TV サラリーマン刑事と最後の難事件（2012年9月1日）
- 3番テーブルの客 第13回（1997年1月13日、フジテレビ） - 主演
- きらきらひかる（1998年1月13日 - 3月17日、フジテレビ） - 田所新作 役
  - きらきらひかる2（1999年4月23日、『金曜エンタテイメント』）
  - きらきらひかる3（2000年4月4日）
- リング〜最終章〜（1999年1月7日 - 3月25日、フジテレビ） - 主演・浅川和行 役
- 名探偵 明智小五郎4 吸血鬼（1999年2月12日、フジテレビ、『金曜エンタテイメント』） - 骨董品屋主人 役
- 恋愛結婚の法則（1999年7月7日 - 9月22日、フジテレビ） - 浜崎耕三 役
- バスストップ（2000年7月3日 - 9月18日、フジテレビ） - 笹島小次郎 役
- 明日があるさ（2001年4月21日 - 6月30日、日本テレビ） - 望月 役
- 女と愛とミステリー「寺田家の花嫁」（2001年12月16日、テレビ東京） - 寺田光生 役
- 恋するトップレディ（2002年1月8日 - 3月19日、関西テレビ） - 八潮俊作 役
- 恋愛偏差値 第3章「彼女の嫌いな彼女」（2002年8月29日 - 9月19日、フジテレビ） - 大友史郎 役
- 北の国から 〜2002 遺言〜（2002年9月6・7日、フジテレビ） - 清水正彦 役
- 愛するために愛されたい（2003年7月3日 - 9月4日、TBS） - 宮田哲史 役
- VICTORY!〜フットガールズの青春〜（2003年11月22日、フジテレビ） - 足田厳太（蹴子の父）役
- 川、いつか海へ 6つの愛の物語（2003年12月21日 - 26日、NHK総合） - 有田正彦 役
- 乱歩R「第5話 白髪鬼」（2004年2月9日、読売テレビ） - 大牟田敏清 役
- それは、突然、嵐のように…（2004年1月14日 - 3月17日、TBS） - 小川日出男 役
- 財務捜査官 雨宮瑠璃子シリーズ（2004年 - 2009年、TBS） - 村上徳郎（刑事） 役
  - 財務捜査官 雨宮瑠璃子1（2004年6月14日、『月曜ミステリー劇場』）
  - 財務捜査官 雨宮瑠璃子2（2005年4月25日、『月曜ゴールデン』）
  - 財務捜査官 雨宮瑠璃子3（2007年2月26日、『月曜ゴールデン』）
  - 財務捜査官 雨宮瑠璃子4（2008年2月4日、『月曜ゴールデン』）
  - 財務捜査官 雨宮瑠璃子5（2009年11月9日、『月曜ゴールデン』）
  - 財務捜査官 雨宮瑠璃子6（2011年2月14日、『月曜ゴールデン』）
  - 財務捜査官 雨宮瑠璃子7（2012年7月30日、『月曜ゴールデン』）
- 黒革の手帖（2004年10月14日 - 12月4日、テレビ朝日）- 橋田常雄 役
- 家栽の人（2004年10月20日、TBS『水曜プレミア』）- 福留信 役
- 熱血シングル・ファザー 新聞記者・新庄圭吾の事件ファイルシリーズ（2004年 - 2005年、フジテレビ） - 主演・新庄圭吾 役
  - 熱血シングル・ファザー 新聞記者・新庄圭吾の事件ファイル（2004年10月29日、『金曜エンタテインメント』）
  - 熱血シングル・ファザー 新聞記者・新庄圭吾の事件ファイル2（2005年10月28日、『金曜エンタテインメント』）
- 獄窓記（2005年4月20日、TBS）- 主演・川中浩司 役
- 女の一代記〜杉村春子（2005年11月26日、フジテレビ） - 森本薫 役
- 終りに見た街（2005年12月3日、テレビ朝日）- 将校 役
- Ns'あおい（2006年1月10日 - 3月21日、フジテレビ） - 高樹源太 役
  - Ns'あおいスペシャル 桜川病院最悪の日（2006年9月26日）
- ザ・ヒットパレード〜芸能界を変えた男・渡辺晋物語〜（2006年5月26・27日 フジテレビ） - 主演・渡辺晋 役
- 松本清張ドラマスペシャル 波の塔（2006年12月27日、TBS） - 石井（検事） 役
- 明智光秀〜神に愛されなかった男〜（2007年1月3日、フジテレビ） - 木下藤吉郎（羽柴秀吉） 役
- 復讐するは我にあり（2007年3月28日、テレビ東京） - 主演・榎津巖 役
- 華麗なる一族（2007年1月14日 - 3月18日、TBS『日曜劇場』） - 三雲祥一 役
- 隠蔽捜査（2007年3月10日、テレビ朝日『土曜ワイド劇場』） - 伊丹俊太郎 役
  - 隠蔽捜査2（2008年10月4日）
- 松本清張 点と線（2007年11月24日・25日、テレビ朝日） - 安田辰郎 役
- あんみつ姫の大冒険! （2008年1月6日、フジテレビ） - あわの団子の守 役
  - あんみつ姫2 （2009年1月11日）※写真のみ
- コード・ブルー -ドクターヘリ緊急救命-（2008年7月3日 - 9月11日、フジテレビ『木曜劇場』） - 黒田修二 役
  - コード・ブルー -ドクターヘリ緊急救命-新春スペシャル-（2009年1月10日『土曜プレミアム』）
  - コード・ブルー -ドクターヘリ緊急救命- 2nd Season（2010年3月15・22日）
- パンドラ（2008年4月6日 - 5月25日、WOWOW『ドラマW』） - 的場真一 役
- 不毛地帯（2009年10月15日 - 2010年3月11日、フジテレビ『木曜劇場』） - 川又伊佐雄 役
- テレビ東京開局45周年記念ドラマ「シューシャインボーイ」（2010年3月24日、テレビ東京） - 塚田文雄 役
- 警視庁取調官 落としの金七事件簿（2010年5月29日、テレビ朝日） - 主演・小山金七（警視庁捜査一課・警部） 役
- ナサケの女〜国税局査察官〜（2010年10月21日 - 12月9日、テレビ朝日） - 新田進次郎 役
- MBS開局60周年記念スペシャルドラマ 花嫁の父（2012年1月8日、MBS） - 主演・星野里志 役
- 運命の人（2012年1月15日 - 3月18日、TBS『日曜劇場』） - 大野木正 役
- あぽやん〜走る国際空港（2013年1月17日 - 3月21日、TBS『木曜ドラマ9』） - 今泉利夫 役
- チーム・バチスタ4 螺鈿迷宮（2014年1月7日 - 3月18日、関西テレビ） - 桜宮巌雄 役
- 山田太一ドラマスペシャル 時は立ちどまらない（2014年2月22日、テレビ朝日） - 浜口克己 役
- たった一度の約束〜時代に封印された日本人〜（2014年2月26日、テレビ東京） - 主演・梅屋庄吉 役
- 東京ガードセンター（2014年4月10日 - 6月26日、Dlife） - 主演・戸倉真実 役
- あすなろ三三七拍子（2014年7月15日 - 9月9日、フジテレビ） - 主演・藤巻大介 役
- 検事・霧島三郎（2014年12月15日、TBS『月曜ゴールデン』） - 主演・霧島三郎 役
- 誤断（2015年11月22日 - 12月7日、WOWOW『連続ドラマW』） - 高藤辰美 役[10]
- ほんとにあった怖い話 夏の特別編2016「誘う沼」（2016年8月20日、フジテレビ） - 主演・高松明憲 役
- ノンママ白書 第6話・最終話（2016年9月17日・24日、東海テレビ・フジテレビ系) - 霧島研一 役（特別出演）
- 五年目のひとり（2016年11月19日、テレビ朝日） - 松永満 役
- 二夜連続ドラマスペシャル アガサ・クリスティ そして誰もいなくなった（2017年3月25日・26日、テレビ朝日） - ケン石動 役
- ドラマスペシャル 松本清張 鬼畜（2017年12月24日、テレビ朝日） - 原田道夫 役
- 明日の君がもっと好き（2018年1月20日 - 3月10日、テレビ朝日） - 丹野文彦 役
- よつば銀行 原島浩美がモノ申す!〜この女に賭けろ〜（2019年1月21日 - 3月11日、テレビ東京） ‐ 島津雅彦 役
- やすらぎの刻〜道（2019年、テレビ朝日） - 財前茂 役
- 白い巨塔 第3夜 - 最終夜（2019年5月24日 - 26日、テレビ朝日） - 佐々木庸平 役
- ドラマスペシャル 黒薔薇2 刑事課強行犯係 神木恭子（2019年9月22日、テレビ朝日） - 辻井幸則 役
- 時効警察はじめました 第6話（2019年11月22日、テレビ朝日）‐ シューレス猿又 役[11]
- ケイジとケンジ〜所轄と地検の24時〜（2020年、テレビ朝日） - 樫村武男 役
- 山村美紗トラベルミステリー 鉄道警察官 捜査ファイル（2020年4月4日、MBS[注 4]） - 主演・米長学 役
- ザ・ハイスクール ヒーローズ（2021年7月31日 - 9月18日、テレビ朝日） - 墨友団十郎 役[12]
- ザ・トラベルナース（2022年10月20日 - 12月8日、テレビ朝日）- 神崎弘行 役[13][14]
- 警視庁アウトサイダー（2023年1月5日 - 3月2日、テレビ朝日） - 藤原要 役[15]
- ポケットに冒険をつめこんで（2023年10月20日 - 12月22日、テレビ東京） - 大木戸 役[16]
- 天久鷹央の推理カルテ（2025年4月22日 - 6月24日、テレビ朝日） - 天久大鷲 役[17]
- 明日はもっと、いい日になる（2025年7月7日 - 、フジテレビ） - 南野丞 役[18][19]

### 映画
- 胸さわぎの放課後（1982年、東映） - 不良 役
- 南へ走れ、海の道を!（1986年、松竹） - 富島哲 役
- 恋する女たち（1986年12月13日公開、東宝） - 沓掛勝 役
- ハチ公物語（1987年8月1日公開、松竹富士） - 森山積 役
- 塀の中の懲りない面々（1987年8月15日公開、松竹） - 城山勉 役
- 四月怪談（1988年3月19日公開、ヘラルド・エース） - 弦之丞 役
- ダウンタウン・ヒーローズ（1988年8月6日公開、松竹） - オンケル 役
- 螢（1989年、東映） - 主演・島田謙次 役
- さらば愛しのやくざ（1990年11月23日公開、東映、【W主演：陣内孝則】） - 主演・中馬達也 役
- おもひでぽろぽろ（1991年7月20日公開、東宝、スタジオジブリ製作） - トシオ 役 ※声の出演[20]
- 赤と黒の熱情（1992年4月25日公開、東映） - 矢崎文治 役
- ミンボーの女（1992年5月16日公開、東宝） - 鉄砲玉 役
- 第2回欽ちゃんのシネマジャック「やさしい嵐」（1994年、東宝）
- BAD GUY BEACH（1995年、アルゴ・ピクチャーズ） - タッグ 役（愛情出演）
- Morocco 横浜愚連隊物語（1996年5月4日公開、ムービーブラザーズ） - 主演・モロッコの辰 役
  - Morocco 横浜愚連隊物語2（1996年）
- THE DEFENDER（1997年2月公開）- 主演・伊藤孝 役
- 実録新宿の顔 新宿愚連隊物語（1997年3月15日公開、ムービーブラザーズ） - 安藤昇（加納の兄弟分） 役
- まむしの兄弟（1997年11月22日公開、東映） - 主演・まむしのゴロ政 役
- 友情 Friendship（1998年5月16日公開、東映） - 野本（中学校の担任教師） 役
- 踊る大捜査線 THE MOVIE シリーズ＆スピンオフ（1998年 - 2012年、東宝） - 室井慎次 役
  - 踊る大捜査線 THE MOVIE（1998年10月31日公開）
  - 踊る大捜査線 THE MOVIE 2 レインボーブリッジを封鎖せよ!（2003年7月19日公開）
  - 交渉人 真下正義（2005年5月7日公開）
  - 容疑者 室井慎次（2005年8月27日公開） - 主演
  - 踊る大捜査線 THE MOVIE3 ヤツらを解放せよ!（2010年7月3日公開）
  - 踊る大捜査線 THE FINAL 新たなる希望（2012年9月7日公開）
  - 室井慎次 敗れざる者（2024年10月11日公開） - 主演[21][22]
  - 室井慎次 生き続ける者（2024年11月15日公開） - 主演[22]
  - 踊る大捜査線 N.E.W.（2026年公開予定）[23]
- ドリームメーカー（1999年、東映） - 山崎（CDレンタルショップ グローバルサウンド） 役
- 千里眼（2000年6月10日公開、東映） - 蒲生誠 役
- チャイニーズ・ディナー（2001年3月16日公開、スロ─ラ─ナ─） - 主演・星野隆一 役
- 北の零年（2005年1月15日公開、東映） - 馬宮伝蔵 役
- ローレライ（2005年3月5日公開、東宝） - 先任将校 木崎茂房大尉 役
- 大奥（2006年12月23日公開、東映） - 仙石丹波守久尚 役（特別出演）
- 三本木農業高校、馬術部（2008年10月4日公開、東映） - 古賀博 役
- ぼくのおばあちゃん（2008年12月6日公開） - 村田征二 役
- 誰も守ってくれない（2009年1月24日公開、東宝） - 本荘圭介 役
- 交渉人 THE MOVIE タイムリミット高度10,000mの頭脳戦（2010年2月11日公開、東映） ‐ 加納俊彥 役
- SPACE BATTLESHIP ヤマト（2010年12月1日公開、東宝） - 真田志郎 役
- 聯合艦隊司令長官 山本五十六（2011年12月23日公開、東映） - 井上成美 役[24]
- 遺体 明日への十日間（2013年2月23日公開、ファントム・フィルム） - 正木明 役
- アゲイン 28年目の甲子園（2015年1月17日公開、東映） - 高橋直之 役
- 案山子とラケット 〜亜季と珠子の夏休み〜（2015年4月4日公開、イオンエンターテイメント） - 西園寺馨 役
- 泣く子はいねぇが（2020年11月20日公開、バンダイナムコアーツ／スターサンズ） - 夏井 役[25]
- いのちの停車場（2021年5月21日公開、東映） - 宮嶋一義 役
- 天間荘の三姉妹（2022年10月28日公開、東映） - 魚堂源一 役[26]
- 仕掛人・藤枝梅安 第一作（2023年2月3日公開）- 羽沢の嘉兵衛 役[27]
- シャイロックの子供たち（2023年2月17日公開、松竹）- 九条馨 役

### 配信ドラマ
- ドンケツ（2025年4月25日 - 、DMM TV） - 野江谷英一 役[28]（特別出演）

### オリジナルビデオ
- プロミスリング 〜鹿島アントラーズ物語〜（1993年） - CAN DESIGN OFFICE

### 舞台
- 「40」（作:樫田正剛/演出:松田秀知）（銀座博品館劇場 2002年6月5日〜9日）
- 明治座2月公演「江戸の花嫁」（原案:君塚良一/演出:萩本欽一）（2003年2月2日〜25日）
- 「50」（演出・柳葉敏郎、原案・平賀雅臣、脚本・わかぎゑふ）（銀座博品館劇場 2011年4月28日〜5月1日）

### バラエティ
- 欽ドン!良い子悪い子普通の子おまけの子（フジテレビ）
- 中居くん温泉H（読売テレビ、レギュラー）
- ハッピーバースデー!（フジテレビ、陣内孝則と司会）
- ネプリーグ (2006年5月22日、2024年)
- ZONE（TBS、パーソナリティ、後半からは東山紀之に交代）
- 新ウンナンの気分は上々。（TBS、「男気」をテーマに、哀川翔、勝俣州和と共演。それが後にカロッツェリアのカーナビCMでの共演に繋がった）
- ぐるぐるナインティナイン（日本テレビ、2015年1月2日 - 2016年12月22日）
  - 「グルメチキンレース・ゴチになります!16＆17」 レギュラー出演
- 柳葉敏郎のGIBAちゃんとGOLFへGO!（秋田テレビ）

### 音楽番組
- 輝き続ける中島みゆき（2021年3月7日、BSフジ）[29]

### ラジオ番組
- 飛光船RAY、キャッチ・ア・ウェーブ（TBSラジオ）
- HIBERNATION CLUB「GIBAれルMOTION！」(FM大阪、1998年2月 -2001年12月)
- 柳葉敏郎の昭和をご唱和願います（FM秋田、2024年1月2日 - [30]）

### CM
- 花王 - フラバサイト
- 日産自動車「熱血業界宣言」（1989年）
- 資生堂 - ウィング（1989年 -1990年）
- 日本中央競馬会（1990年 - 1991年）賀来千香子と共演
- サントリー「ライツ」（1992年）[31]
- 東芝 TWIN DD（1993年）／電気上手エアコン（1994年）
- アサヒ飲料 J.O
- 森永製菓 ソリッドバー（1988年 - 1992年）／ハイクリーム・ホワイトチョコレート（1990年）／ブラウニー（1993年）
- 白鶴酒造「白鶴 淡麗純米」（1994年）
- 日清食品「麺の達人」（1994年）
- エスエス製薬「エスカップ」（1997年）
- アメリカンファミリー生命保険会社「新健康応援団MAX」（2000年 - 2006年）
- パイオニア カロッツェリア DVD楽ナビ（哀川、勝俣と共演・ナレーションは小木茂光）
- コカ・コーラ
  - 「大豆ノススメ」（2005年）児玉清と共演
  - 「新大豆ノススメ」浅田真央と共演
- 明治製菓「コパン」（容疑者 室井慎次とのコラボレーションCM）
- エバラ食品工業「エバラ焼肉のたれ黄金の味」
- 武田薬品工業「アリナミンEX PLUS」
- NTT東日本秋田支店「ひかり部」
- アサヒビール「アサヒ ストロングオフ」
- イオン
  - 「トップバリュ バーリアル ラガービール」
  - 「ライトダウン」
- ロト7（2013年 - ）妻夫木聡と共演
- ローソン（2015年6月 - ）桜庭ななみ、ベッキーと共演
- プレナス（2018年4月 - ） ほっともっと「邂逅・しょうが焼き弁当」篇[32]
- 伊東園ホテルズ『通える温泉宿「家族」篇』[33]、『通える温泉宿「女友達」篇』（2020年1月 - ）[34]

## ディスコグラフィ

### シングル
|    | 発売日         | タイトル                     | c/w                    | 規格   | 品番       | レーベル         |
| -- | -------------- | ---------------------------- | ---------------------- | ------ | ---------- | ---------------- |
| 1  | 1987年10月25日 | Still I Love You             | めぐりあい             | EP     | 7BAS-21    | BOURBON RECORDS  |
| 1  | 1988年3月25日  | Still I Love You             | めぐりあい             | 8cm CD | 10BTC-185  | BOURBON RECORDS  |
| 2  | 1989年10月25日 | ima just gumba（がんばろう） | われ幻の魚を見たり     | EP     | 10BCP-5009 | BOURBON RECORDS  |
| 2  | 1989年10月25日 | ima just gumba（がんばろう） | われ幻の魚を見たり     | 8cm CD | 10BTC-267  | BOURBON RECORDS  |
| 3  | 1991年2月21日  | 初めの一歩                   | カムフラージュ・ROCKER | 8cm CD | VIDL-10102 | ビクター音楽産業 |
| 4  | 1992年12月21日 | 俺の人生（たび）             | Ya-恋-草-Run           | 8cm CD | AMDM-6068  | MMG INC.         |
| 5  | 1993年10月25日 | 聖母（おんな）               | 敦のテーマ             | 8cm CD | AMDM-6099  | MMG INC.         |
| 6  | 1994年1月25日  | ハチのムサシは死んだのさ     | SILHOUETTE MORNING     | 8cm CD | AMDM-6104  | east west japan  |
| 7  | 1995年3月1日   | ラプソディー                 | AJITO                  | 8cm CD | TODT-3439  | 東芝EMI          |
| 8  | 1995年8月23日  | ケ・ケラ                     | ラブレター             | 8cm CD | TODT-3551  | 東芝EMI          |
| 9  | 1996年1月31日  | 星空をしぼって               | THREE THREE SEVEN      | 8cm CD | TODT-3671  | 東芝EMI          |
| 10 | 1996年6月26日  | あなた踊りませんか           | 三日月で満たせば       | 8cm CD | TODT-3759  | 東芝EMI          |
| 11 | 1997年8月21日  | 僕の胸でおやすみ             | 決断                   | 8cm CD | MEDR-11107 | meldac           |

### アルバム
|      | 発売日         | タイトル              | 規格     | 品番       | レーベル         |
| ---- | -------------- | --------------------- | -------- | ---------- | ---------------- |
| 1    | 1987年11月25日 | 君の名は。            | LP       | 28BLC-3033 | BOURBON RECORDS  |
| 1    | 1991年12月21日 | 君の名は。            | CD       | TKCA-30487 | BOURBON RECORDS  |
| 2    | 1988年8月25日  | 柳葉敏郎 MINI ALBUM   | 8cm CD   | 15BTC-204  | BOURBON RECORDS  |
| 3    | 1989年11月25日 | You-Go（融合）        | CD       | 30BTC-270  | BOURBON RECORDS  |
| 4    | 1990年12月16日 | don-den               | CD       | VICL-105   | ビクター音楽産業 |
| BEST | 1991年1月25日  | TOSHIRO YANAGIBA BEST | CD       | TKCA-30252 | BOURBON RECORDS  |
| BEST | 1991年1月25日  | TOSHIRO YANAGIBA BEST | カセット | TKTA-20115 | BOURBON RECORDS  |
| 5    | 1991年11月7日  | Na-goshi              | CD       | VICL-240   | ビクター音楽産業 |
| 6    | 1992年12月21日 | Y                     | CD       | AMCM-4152  | MMG INC.         |
| 7    | 1994年1月25日  | A                     | CD       | AMCM-4184  | east west japan  |
| 8    | 1995年9月27日  | N                     | CD       | TOCT-9177  | 東芝EMI          |
| 9    | 1996年6月26日  | A'96                  | CD       | TOCT-9480  | 東芝EMI          |
| 10   | 1997年5月8日   | G                     | CD       | MECR-30102 | meldac           |
| 11   | 1998年5月8日   | I                     | CD       | MECR-30113 | meldac           |
| 12   | 1999年11月25日 | B                     | CD       | TKCA-71771 | 徳間ジャパン     |
| 13   | 2000年11月25日 | A 2000                | CD       | BZCS-5001  | BELLWOOD RECORDS |

### 映像作品
|    | 発売日        | タイトル                                        | 規格 | 品番       | レーベル         |
| -- | ------------- | ----------------------------------------------- | ---- | ---------- | ---------------- |
| 1  | 1988年8月25日 | 君の名は 柳葉敏郎ファーストライブ               | VHS  | 98SH-55    | 徳間ジャパン     |
| 2  | 1990年4月5日  | Borderless 融合 '89〜'90                        | VHS  | TKVA-60033 | 徳間ジャパン     |
| 2  | 1990年7月25日 | Borderless 融合 '89〜'90                        | LD   | TKLA-50007 | 徳間ジャパン     |
| 3  | 1991年7月21日 | GiBA! 柳葉敏郎 don-den '91 TOUR LIVE            | VHS  | VIVL-38    | ビクター音楽産業 |
| 3  | 1991年7月21日 | GiBA! 柳葉敏郎 don-den '91 TOUR LIVE            | LD   | VILL-35    | ビクター音楽産業 |
| 4  | 1992年7月22日 | Na-goshi CONCERT TOUR '92                       | VHS  | VIVL-85    | ビクター音楽産業 |
| 5  | 1993年3月25日 | 柳葉敏郎コンサートツアー「Y」                   | VHS  | AMVM-8021  | MMG.INC          |
| 6  | 1994年4月19日 | A CONCERT TOUR '94                              | VHS  |            | 融合事務所       |
| 7  | 1995年5月10日 | '95 CONCERT TOUR「N」 LIVE IN SHIBUYA!          | VHS  |            | 融合事務所       |
| 8  | 1996年10月1日 | A '96 TOSHIRO YANAGIBA CONCERT TOUR             | VHS  |            | 融合事務所       |
| 9  | 1997年7月10日 | 1997 G TOSHIRO YANAGIBA CONCERT TOUR            | VHS  |            | 融合事務所       |
| 10 | 1998年7月11日 | I CONCERT TOUR ’98 LIVE VIDEO IN SHIBUYAKOKAIDO | VHS  |            | 融合事務所       |
| 11 | 1999年        | LIVE TOUR “B” 1999 IN SHIBUYA ON AIR EAST       | VHS  |            | 融合事務所       |
| 12 | 2000年        | CONCERT TOUR “A2000”                            | VHS  |            | 融合事務所       |

## タイアップ一覧
| 曲名                      | タイアップ                                        | オンエア |
| ------------------------- | ------------------------------------------------- | -------- |
| ima just gumba がんばろう | ANB系「ビートたけしのスポーツ大将」テーマ・ソング | 1984年   |
| 俺の人生                  | TBSテレビ系「天下を獲った男 豊臣秀吉」主題歌      | 1993年   |
| 聖母                      | TBSテレビ系「憎しみに微笑んで」挿入歌             | 1993年   |
| SILHOUETTE MORNING        | 東芝 エアコン「TWIN DD」CMソング                  | 1994年   |
| あなた踊りませんか        | 東映配給映画「モロッコ」劇中歌                    | 1996年   |
| 僕の胸でおやすみ          | 白鶴酒造「白鶴」CMソング                          | 1997年   |